# Aït Abdallah
Aït Abdallah oder Aït Abdullah (arabisch ايت عبد الله, Taschelhit ⴰⵢⵜ ⵄⴱⴷⴰⵍⵍⴰⵀ Ayt Ɛbdallah) ist ein kleiner Berberort mit etwa 500 und eine Landgemeinde (commune rurale) mit ca. 1500 Einwohnern im Antiatlas in der Provinz Taroudannt in der marokkanischen Region Souss-Massa.

## Lage und Klima
Aït Abdallah liegt etwa 36 km nordöstlich von Tafraoute an der seit etwa 2008 durchgängig asphaltierten Straße nach Igherm (R106) in einer Höhe von ca. 1505 m. Der etwa 12 km nordöstlich gelegene Berberort Tiguermine gehört zum Gemeindegebiet. Im Frühjahr erhält der Ort manchmal etwas Wasser durch den Bach Assif Oussaka. Aufgrund der Höhenlage ist das Klima durchaus hühl bis gemäßigt; Regen (ca. 100–200 mm/Jahr) fällt – wenn überhaupt – nahezu ausschließlich im Winterhalbjahr.

## Bevölkerung
| Jahr      | 1994 | 2004 | 2014 | 2024 |
| Einwohner | 3575 | 2988 | 2086 | 1635 |

Geringe oder ganz ausbleibende Regenfälle haben zu Ernteausfällen und zur Abwanderung vieler Familien in die größeren Städte geführt.

## Wirtschaft
Früher wurde auf den ehemals terrassierten, aber kargen und steinigen Böden Gerste angebaut; infolge verminderter oder ganz ausbleibender Regenfälle seit den 1970er Jahren wurde die Landwirtschaft in der Region fast gänzlich aufgegeben. Die Männer suchten Arbeit als Tagelöhner oder Kleinunternehmer in den Städten des Nordens oder in Europa und so leben die Bewohner des Ortes hauptsächlich von Geldtransferleistungen.

## Geschichte
Die meisten Orte in der Region haben eine Jahrhunderte zurückreichende Geschichte, von der jedoch keine schriftlichen Zeugnisse existieren. Die einzigen historischen Quellen sind mündliche Überlieferungen und die jahrhundertealten Agadire, die zum einen Rückschlüsse auf die Lebensweise der Transhumanz zulassen, zum anderen auf beständige Rivalitäten der Dörfer untereinander und auf Übergriffe durch umherziehende Nomadenstämme hinweisen.
Die einfachen aus Felsgestein und Lehm erbauten eingeschossigen Häuser mit ihren Dächern aus krummen Arganholzästen mit einer Auflage aus Stroh und Schilf und einer Abdeckung aus Schilfmatten und Erde sind seit den 1960er Jahren sukzessive allesamt aufgegeben und durch neue – in rötlichen Farbtönen gestrichene – Häuser mit Wänden aus Hohlblocksteinen und einem Fundament und Decken aus Beton ersetzt worden.

## Sehenswürdigkeiten
Der neue Ort besteht aus rot getünchten Häusern mit Wänden aus Hohlblocksteinen und Treppen sowie Geschossdecken aus Beton und verfügt über keinerlei Sehenswürdigkeiten. Von den Stein- und Lehmhäusern des alten Ortskerns (Assaka) stehen nur noch Ruinen.
Umgebung
- Der kleine Agadir Tagadirt befindet sich etwa 3 km entfernt auf einer circa 300 m hohen Anhöhe oberhalb des Ortes.
- Die große Speicherburg des etwa 5 km nordöstlich gelegenen Nachbarortes Amzaour (Agadir Zghnghen) liegt ebenfalls auf einer Bergkuppe und ist umgeben von den meist neuen Häusern des Dorfes.
- Bei der etwa 12 km nordöstlich gelegenen Ortschaft Tiguermine zweigt eine – bei trockenem Wetter auch mit PKW befahrbare – Piste nach Norden ab, die nach etwa 10 km nochmals nach Südwesten abzweigt und beim Agadir Tasguent endet. Weitere Agadire von (z. B. Itourhaine (auch Aït Ourhain) oder Dou Tagadirt) finden sich im Umkreis von nur 5 bis 10 km.